# SN 2007cn
SN 2007cn – supernowa typu Ia odkryta 29 maja 2007 roku w galaktyce UGC 11953. W momencie odkrycia miała maksymalną jasność 18,00m.